# La Noria (Chile)
La Noria fue una oficina salitrera ubicada en el desierto de Atacama en la Región de Tarapacá, en el norte grande de Chile. Fue el área residencial del salitre que se estableció en 1826, y se convirtió en un centro urbano de importancia regional con instalaciones municipales y sede de una administración civil. Había numerosas minas y refinerías en las inmediaciones. Es uno de los asentamientos industriales más antiguos de la industria del salitre cuyas ruinas aún se conservan.

## Geografía
Las ruinas del antiguo asentamiento minero de La Noria se encuentran a unos 56 km al sureste de la ciudad portuaria de Iquique. El lugar pertenece hoy a la comuna de Pozo Almonte (20°15′S 69°47′O / -20.250, -69.783) en la Región de Tarapacá, norte de Chile. 
La Noria se encuentra en el desierto de Atacama, en un valle en el borde oriental de la cordillera de la costa. Es un lugar inhóspito con un clima extremo y hostil, hace mucho calor durante el día y mucho frío por la noche, y a menudo no llueve durante años. Es un área extremadamente árida, pero fue relativamente fácil conseguir agua subterránea., de ahí que los topónimos («noria: rueda de cangilones» y «Pozo Almonte: fuente de Almonte»). El agua capilar ascendente se evapora en el clima árido rápidamente y con el tiempo deja poderosas costras de sal que contienen nitrato que fue la materia prima para la minería en la zona. El lugar tuvo una escasa presencia plantas que de otro modo las hubieran utilizado como fertilizante y el salitre pudiera acumularse. A mediados del siglo XIX, el naturalista británico, William Bollaert, describió el lugar de la siguiente manera:

La Nueva Noria, 3227 pies [984 m] sobre el mar. El agua hierve a 206°F [96.6°C]. Hay dos ciudades del Salar que fueron construidos: uno llamado La Noria y el otro El Salar. Se pueden ver innumerables canteras de nitrato en la base ascendente de las colinas y el terreno ondulado de 50 a 150 pies sobre el salar, y es obviamente más antiguo que la sal en el salare. No hay nitrato en los salares. Se pueden ver las chimeneas de las calderas humeando; las norias, para tomar agua de los pozos. La escena es absolutamente estéril, con montones de esqueletos de mulas y burros alrededor de las Oficinas, o refinerías de nitrato. El agua aquí debe ser destilada para beber, pero los animales beben de los pozos. Si el nitrato entra accidentalmente o deliberadamente en los comederos, los animales son envenenados, se hinchan y mueren... En verano, cuando las partes de hierro están expuestas al sol, se calientan demasiado, y las piedras oscuras tienen aproximadamente la misma temperatura. Este fuerte y radiante calor de verano permite que las piedras se expanden significativamente durante el día y exploten y se refresquen por la noche cuando se enfríen... Se observó hielo en un 1/8 del mes de junio, pulgadas [aproximadamente 3 mm] de espesor, el 29 de marzo de 1854, durante la noche llovió un poco..."
William Bollaert (1807-1876)

Alrededor de La Noria, hay numerosas obras históricas de salitre. Por ejemplo, en el área entre el asentamiento y la línea de ferrocarril a un kilómetro de distancia se encuentran la Oficina La China (creada en 1856 por Demetrio Figueroa). La Oficina Limeña (creada en 1857 por George Smith como Nueva La Noria), la Oficina San José de La Noria (creado por Pedro Devéscovi y Arredondo), la Oficina San José de La Noria (creado por Pedro Devéscovi y Arredondo), Oficina Santa Beatriz (operada por Pedro Elguera hasta 1881), y Oficina Paposo (1872–1931, por Fölsch & Martín). Hay consideraciones para desarrollar el lugar para el turismo, como las oficinas salitreras de Humberstone y Santa Laura, que se encuentran a unos 20 km cuando el cuervo vuela al noreste de la misma.
Una mina a cielo abierto todavía está en funcionamiento a cuatro kilómetros al sureste de La Noria.